# Sigismondo Castromediano
Sigismondo Castromediano (Cavallino, né le 20 janvier 1811 - mort dans cette même ville le 26 août 1895) est un patriote, un  archéologue et un érudit italien.

## Biographie
Il naît à Cavallino, en  province de Lecce, du duc de Morciano et marquis de Cavallino don Domenico et de la marquise donna Maria Balsamo.
En  1848, il est nommé secrétaire du Circolo Patriottico Salentino  et adhère  à la  Giovine Italia de  Giuseppe Mazzini pendant dix jours.  Accusé de conspiration contre la monarchie des  Bourbon pour avoir participé à une émeute à Lecce le 29 juin, et le 29 octobre suivant, il est incarcéré avec trente-cinq autres accusés politiques. Deux ans plus tard, le 2 décembre, il est condamné à 30 années de bagne à Procida,  Montefusco Montesarchio,  Nisida et  Ischia.
En 1859, Ferdinand II, lui accorde l'exil aux  États-Unis, mais Castromediano émigre en Grande-Bretagne et, peu de mois après, il se transfère à  Turin, où il devient un partisan de l'annexion sous le règne de Victor-Emmanuel II. En 1861, après l'Unification de l'Italie, il est candidat au collège des  Campi Salentina puis il est élu à la Camera dei deputati, ayant accès au premier Parlement italien.
La législature terminée, de retour dans son pays natal, il est élu conseiller provincial et  s'occupe principalement de l'enrichissement de la bibliothèque provinciale et crée le Musée archéologique  Sigismondo Castromediano (it) qui porte son nom. Il écrit les souvenirs de sa captivité dans un livre nommé « Carceri e galere politiche » ainsi qu'une monographie historique de Cavallino. Souffreteux dans les dernières années de sa vie, il continue d'exercer l'activité de juge de paix dans sa ville jusqu'à sa mort